# Strupovitost jabloně

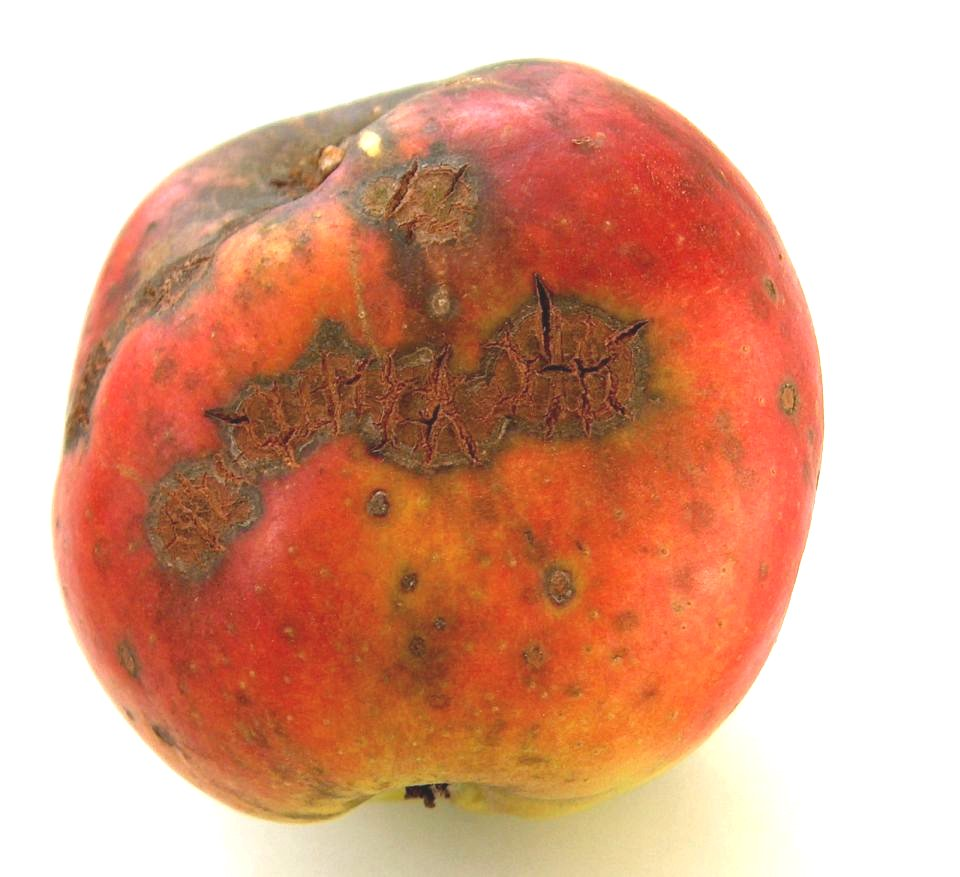
Starší napadené pletivo, nekrotizujícíc a praskající, na plodu.

Strupovitost jabloně je houbová choroba některých druhů jádrovin způsobená houbou Venturia inaequalis (synonymum Spilocaea pomi, Fusicladium dendriticum, Didymosphaeria inaequalis, Endostigme inaequalis, Sphaerella inaequalis, Spilosticta inaequalis). Houba parazituje na rostlinách rodu jabloň, jeřáb, hloh, hlohyně a lokvát Eriobotrya japonica. Hospodářsky nejvýznamnější jsou poškození jabloní. Výrazné jsou odrůdové rozdíly u jabloní v citlivosti k strupovitosti. Genetické analýzy populací houby V. inaequalis ukazují, že vlivem sexuální reprodukce každou zimu a selekčním tlakem ze strany hostitele a prostředí dochází k rekombinacím patogena, k jeho vývoji a vytváření nových alelických sestav ovlivňující jeho virulenci (Boone, 1971, Leonard 1987). To má ale i přímý vliv na odolnost rezistentních odrůd a také použitelnost chemické ochrany. Pokud byla dříve odrůda 'Golden Delicious' hodnocena jako odolná vůči strupovitosti, nyní je hodnocena jako středně odolná. 

## Popis
Mycelium je hnědavé. Konidiofory vznikají na myceliu ve svazečcích a jsou většinou jednobuněčné, hladké. Konidie jsou vejčité až kyjovité jednobuněčné až dvoubuněčné o velikosti 17–20 × 7–8 μ. Plodnice jsou kulovité 12–16 μ veliké, vyčnívající z odumřelého pletiva listu nebo plodu.

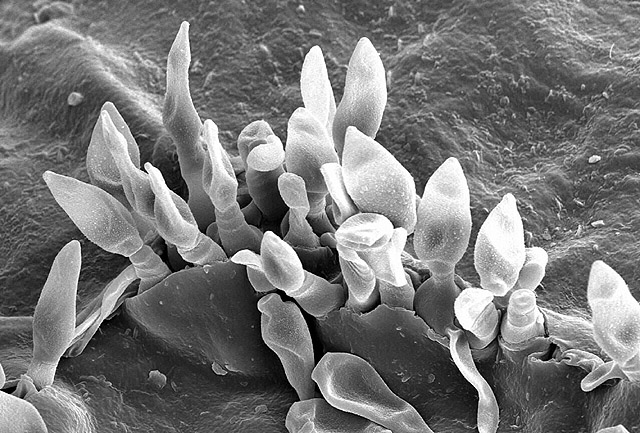
Mikrosnímek konidií.

## Vývojový cyklus
Infekce začíná na jaře, kdy vhodné teploty a vlhkost podporuje šíření askospor. Infekce nastávají v rozmezí teplot od 0,5–30 °C, teplotní optimum je 17–24 °C. Maximum je 28 °C. Důležitá je dostatečná doba ovlhčení listů. Askospory jsou zdrojem a příčinou primárních infekcí. K infekci askosporami dochází pouze ve dne (askospory potřebují k vyklíčení světlo). Askospory bývají zralé v době rašení jabloně, nejpozději však ve fázi myšího ouška. Období uvolňování askospor začíná v teplejších oblastech v první (většinou až v druhé dekádě ) dubna, pokračuje během května až do poloviny (výjimečně do konce) června. Masová zralost a největší nebezpečí infekce nastává od fenofáze růžového poupěte a trvá max. 2 týdny po odkvětu. V tomto období se uvolní 90–95 % askospor. Spóry stoupají do vzduchu z půdy na povrch citlivé dřeviny kde klíčí a mohou přímo proniknout přes kutikulu pokožku rostliny. Poté se rozvíjí nepohlavně, nastává stádium množení konídiemi jenž klíčí na nových oblastech hostitelského stromu. Během vegetace vytváří patogen na listech nepohlavní fruktifikační orgány, které jsou zdrojem sekundárních infekcí. K infekci konidiemi může dojít ve dne i v noci. Cyklus sekundárních infekcí pokračuje po celé léto, až do doby, než listy a ovoce opadají ze stromu při nástupu zimy. U Venturia inaequalis přezimují většinou nezralé peritecia, které tvoří novou generaci askospór, jež jsou rozšiřovány následující jaro.

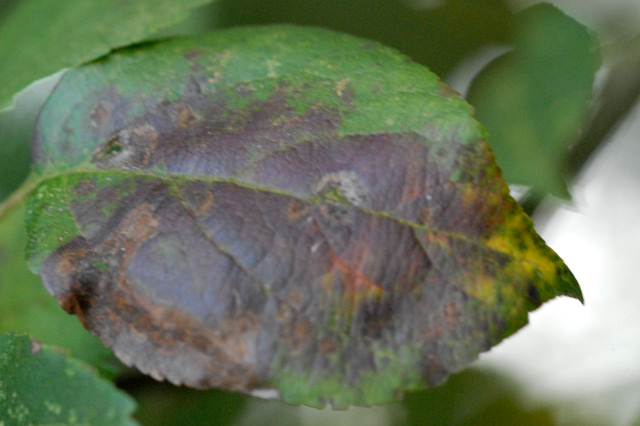
Symptomy na listech.

Patogen je fakultativním parazitem. Pohlavní stadium (teleomorfa) i nepohlavní (anamorfa) stadium tvoří na sebe navazující úseky úplného vývojového cyklu houby, se zcela odlišnými ekologickými nároky i způsobem života. Během svého vývojového cyklu prochází fází s parazitickým způsobem výživy na živých pletivech hostitele a obdobím, kdy přetrvává jako saprofyt ve stromatech v pletivech opadaných listů nebo na napadených, ale přezimujících plodech (BEDNÁŘ, 2003).

## Symptomy
Choroba napadá zejména listy a plody, někdy letorosty a květy. Na listech vznikají po obou stranách žluté, hnědozelené černozelené povlaky, které později hnědnou až černají a vytváří korkovité nebo strupovité skvrny. Poškozená místa nekrotizují a silně napadené listy opadávají. Podobné symptomy se vyskytují i na plodech. Mladé plody a případně i květy předčasně opadávají. Silně napadené starší plody jsou deformované často praskají a následně bývají napadeny hnilobami. K nákaze plodů může dojít až těsně před sklizní, přičemž se symptomy projeví až během skladování. Hospodářsky může choroba negativně ovlivnit výnos, jeho snížením o 20–40 % a významně snížit kvalitu plodů.

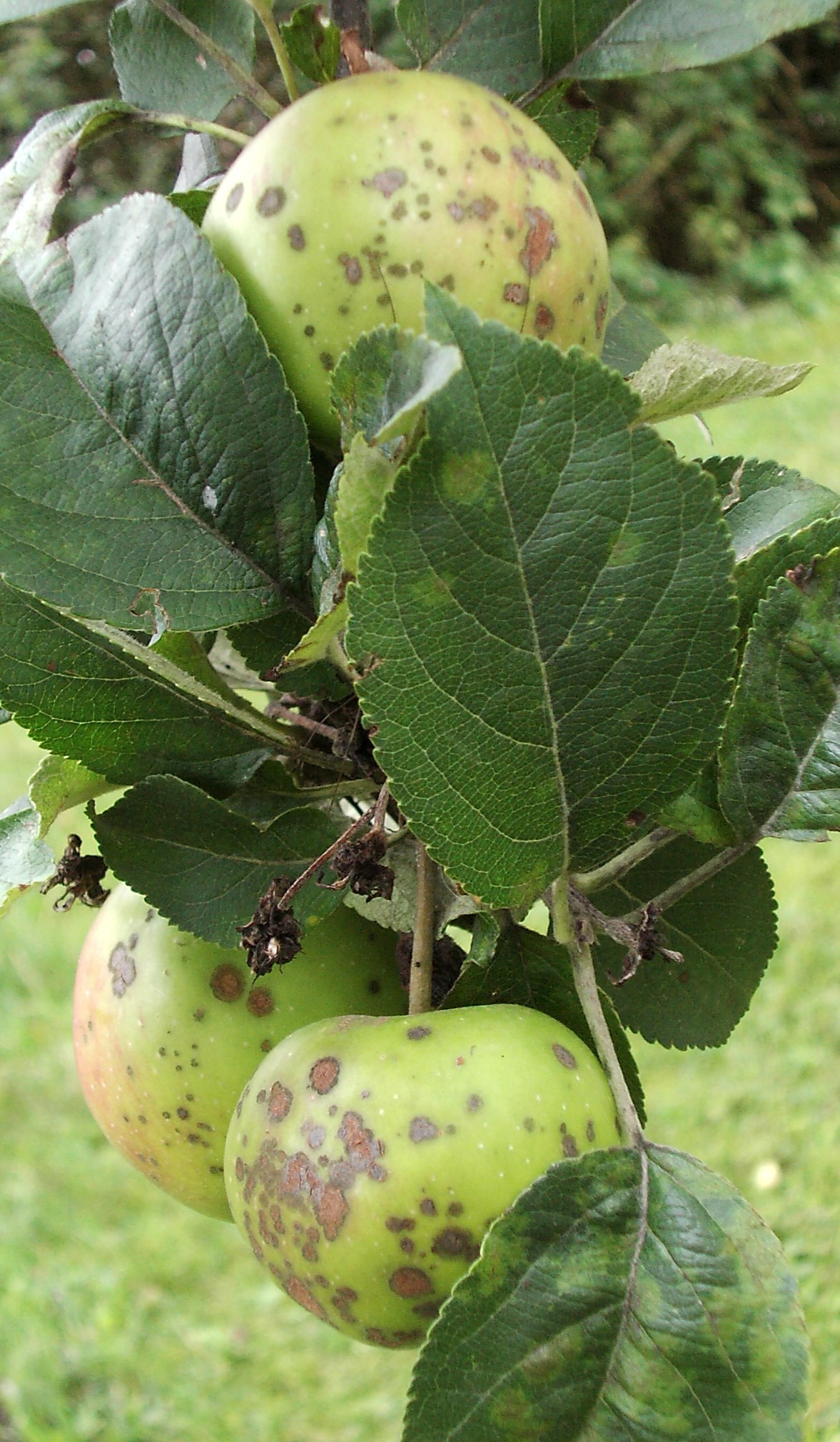
Napadené plody na dřevině.
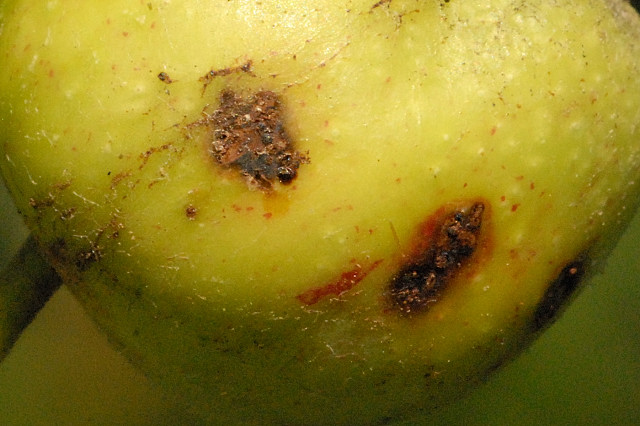
Bližší pohled.
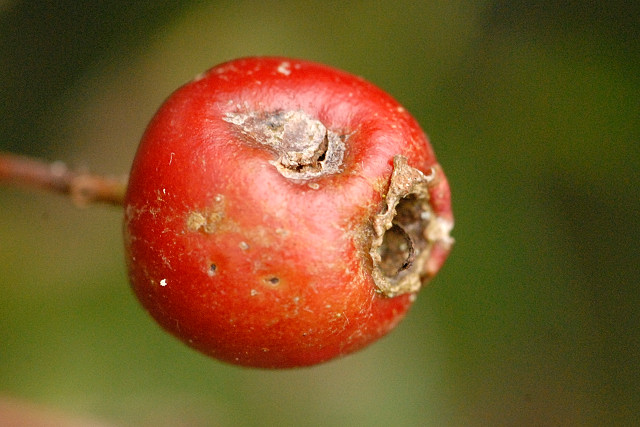
Hloh poškozený strupovitostí.

## Ochrana rostlin

### Ošetření při výskytu
Při kurativní ochraně ošetřujeme až po splnění podmínek pro infekci. Tento systém vychází ze znalosti vzájemného vztahu mezi dobou ovlhčení, teplotou a intenzitou infekcí. Lze rovněž kombinovat kurativní a preventivní ošetření. Doporučené přípravky:
- Systhane 12 EC
- Clarinet 20 CS
- Mythos 30 SC
- Discus
- Zato 50 WG

Proti některým fungicidům jsou, nebo se očekává že brzy budou, některé kmeny houby rezistentní. Přípravky jsou různě efektivní ve svém účinku.

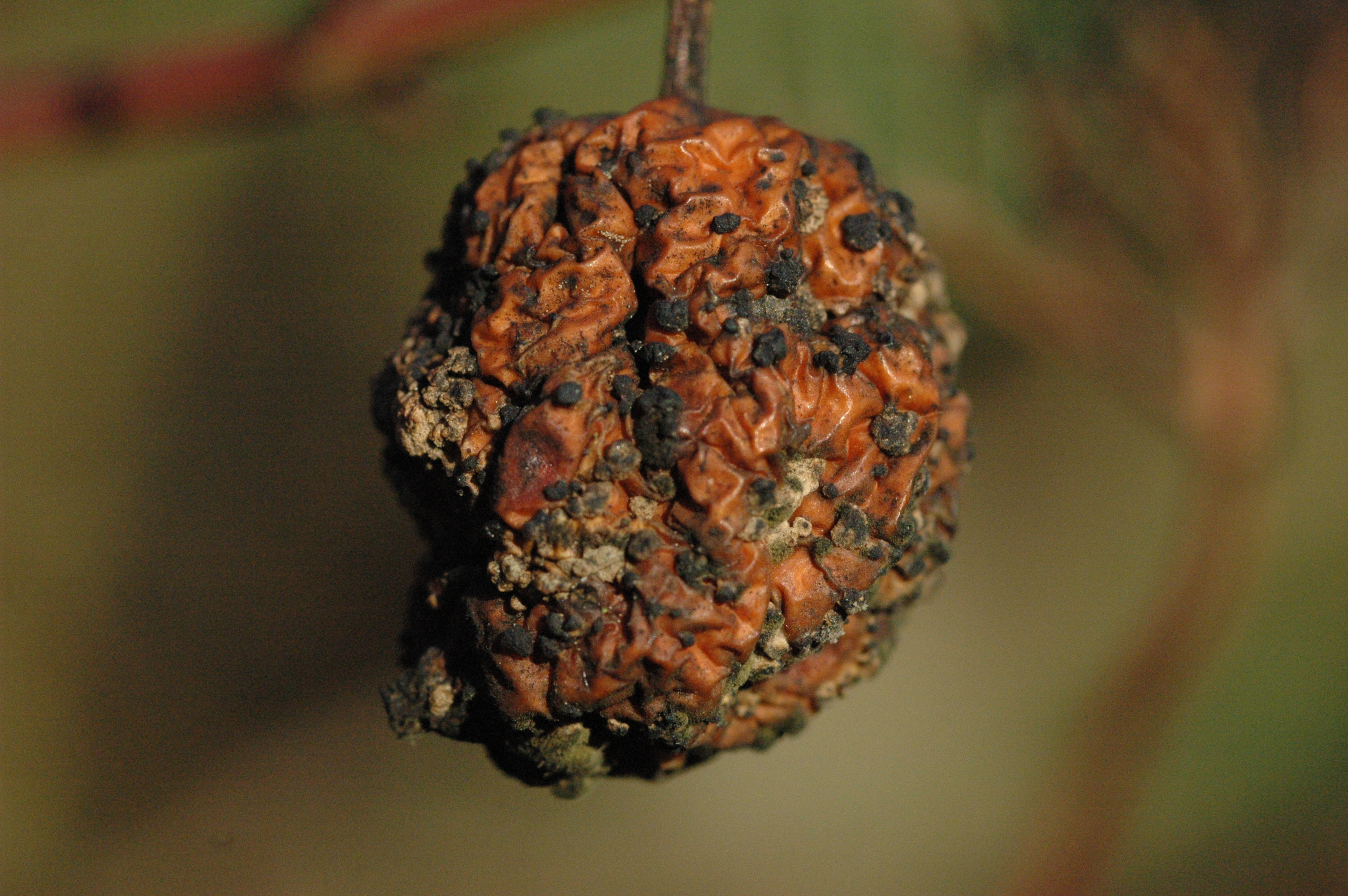
Mumifikovaný plod může být zdrojem infekce.

### Prevence
Zapravení listů do půdy rotavátorováním, nebo shrabání a kompostování listů.

#### Běžné komerční sady
Vysazování rezistentních odrůd. Snížení vlhkosti listů, je třeba zajistit dostatečné vzdušnou korunu stromu prořezáváním a vhodnou agrotechnikou. Důležitá je vyvážená výživa, je třeba se vyhnout hustému olistění.
Vhodné je omezení infekce z primárních zdrojů – shrabání listí. Během trvajícího nebezpečí infekce od vyrašení do června a to v intervalu 7–14 dní. Interval mezi postřiky je vždy závislý na fungicidu, infekčním tlaku patogena a intenzitě růstu. Maximální ochrana musí být prováděna v období od fenofáze růžového poupěte do max. 2 týdne po odkvětu.
K chemické kontrole může být použita řada sloučenin. Benzimidazolové fungicidy (např. Benlate, který je nyní zakázán v mnoha zemích kvůli jeho obsahu toxicky vázaného benzenu) fungovaly dobře, ale rezistence patogenní houby může vzniknout rychle, podobně jako u řady dalších chemických skupin.
Kontaktní fungicidy nejsou náchylné k rezistenci. Měďnaté fungicidy nebo Bordeauxská jícha jsou směsi tradičně používané ale méně účinné než chemické fungicidy a mohou způsobit rzivost plodů. Sirné přípravky poskytují jistou kontrolu. Doba použití a koncentrace se liší podle přípravku.

##### Doporučené dostupné fungicidy

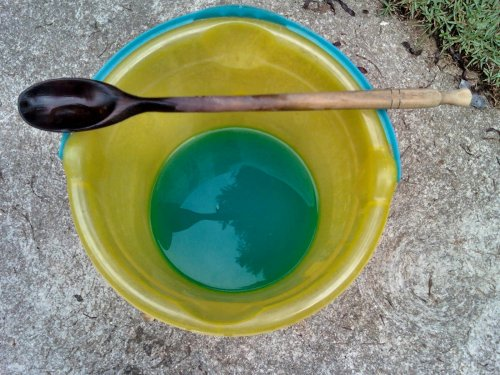
Bordeauxská jícha.

Účinnost přípravků může být různá.
- Dithane M 45
- Novozir MN 80
- Baycor 25 WP,
- Captan 50 WP
- Delan 700 WG
- Dithane M 45
- Chorus
- Punch
- Score

#### Alternativy
V komerčních sadech se 60% údržby vztahuje k prevenci strupovitosti. V malých zahradách, kde mnoho běžných ošetření není možné je použití odrůd s vyšší snášenlivostí nebo geneticky rezistentních vůči strupovitosti jediným skutečným řešením.
Použití 5% močoviny před opadem listí na podzim zamezuje rozvoji askospor a zvyšuje výnosy. Vhodná doba pro ošetření močovinou je po sklizní ovoce, ale před opadem listí. Zalévání 5% močovinou musí být provedena do jednoho týdne od opadu listí pro maximální účinnost. Je důležité, aby nebyla močovina použita příliš brzy, tak aby nebylo omezeno vyzrávání pletiv. Druhá aplikace na zemi, na jaře 2% močovinou zajišťuje ochranu před přežilými peritecii.
V ekologickém zemědělství, místo toho, aby byla použita technická močoviny, může být použita moč. Kravská moč obsahuje přesně ideální proporce 4 až 5% močoviny. Gupta (1989) získal 100% snížení rozšíření askospor s kravskou močí neředěnou nebo ředěný na polovinu. Větší zředění bylo méně účinné. Pokud jde o močovinu, použití aplikace močoviny snižuje produkci askospor, vývoj perithecií a zlepšuje růst listové hmoty.
Lidská moč (2,3% močoviny), je také použitelná. Hills (1983) doporučuje postřik spadaného listí močí a rozsekáním snížení velikosti listů, čímž by měl být usnadněn rozklad.

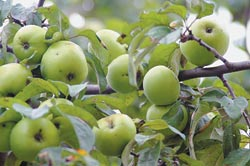
Odrůda 'Antonovka'.

#### Odolné odrůdy
Drtivá většina odrůd jabloní pěstovaných až do dvacátého století byla náchylná k nákaze. Priorita byla omezena na zdánlivou kvalitu růstu kultivaru a kvalitu plodu. Dnes jsou rychle šlechtěny odolné odrůdy odolné proti strupovitosti. V případě neošetřování rostlin proti strupovitosti by bylo napadeno 95 až 100% z plodů odrůdy Golden Delicious ale jen 33% odrůdy Tramp Reinette a pouze 3% u Colapuy.
V roce 1907, Charles S. Crandall začal výzkumný program na Universitě v Illinois kde vypěstoval jablka odolné odrůdy. V roce 1943, Fred Hugh převzal práci Ch. Crandalla a zjistil po obzvlášť studené a vlhké zimě, že většina stromů vysazených Crandallem trpí strupovitosti, kromě druhu Malus floribunda, který nesl gen odolnosti. Gen byl pojmenován Vf Ventura floribunda.

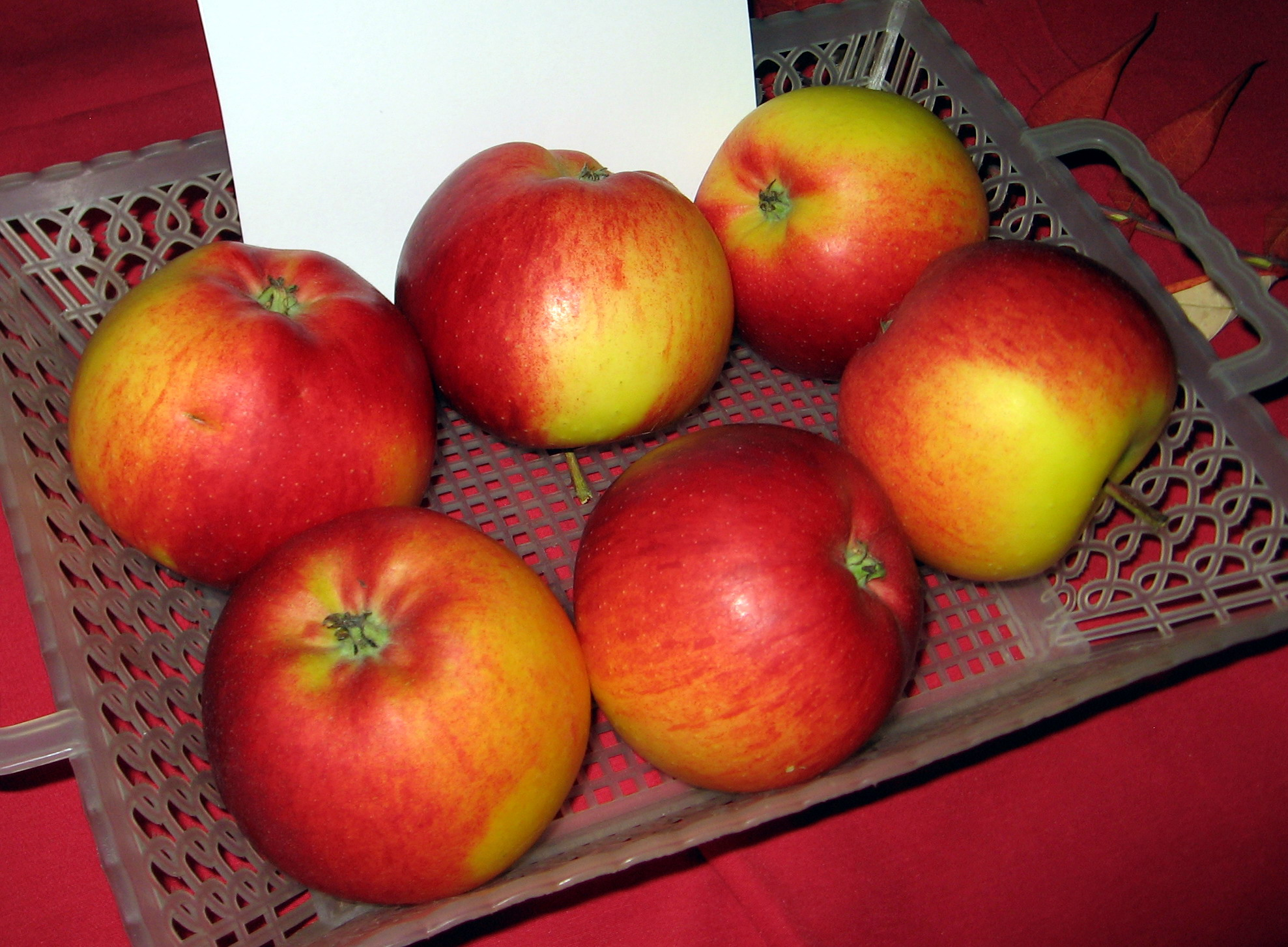
Odrůda 'Rubinola' rezistentní proti strupovitosti.

Během následujících let našel jiné geny
- HcrVf2 odvozený od Malus floribunda,
- Va z odrůdy „Antonovka“
- Vb Malus baccata,
- VBJ odvozen z Malus baccata jackii ,
- Vd z odrůdy Durello di Forli,
- Vg z Golden Delicious,
- VH8 z Malus sylvestris,
- Vm z M. x micromalus a M. x atrosanguinea,
- Vr, VH2, VH4 z Malus pumila 'R 12740 7A' (semis russe),
- VR2 odvozen od GMAL 2473.
- rezistentní gen odvozený z nejmenovaného Malus sargentii

Nejvíce spolehlivé a trvanlivé geny rezistence jsou odvozeny z Malus baccata a Malus jackii sargenti .
Nejodolnější odrůdy jsou často nositeli jednoho genu rezistence a dřeviny nejsou imunní proti jiným kmenům strupovitosti. V roce 1988, bylo zjištěno, poprvé v Německu, Anglii a ve Francii, že se rezistence jabloní Vf rozpadla kvůli mutaci na odrůdě Champignon. Výzkumníci doufají, že dokáží vložit všechny geny rezistence do komerčních kultivarů a vytvářet tak nové multi-rezistentní kultivary. To by mohlo být provedeno prostřednictvím konvenčního šlechtění, ale bude to vyžadovat dalších 50 let práce k dokončení úkolu.

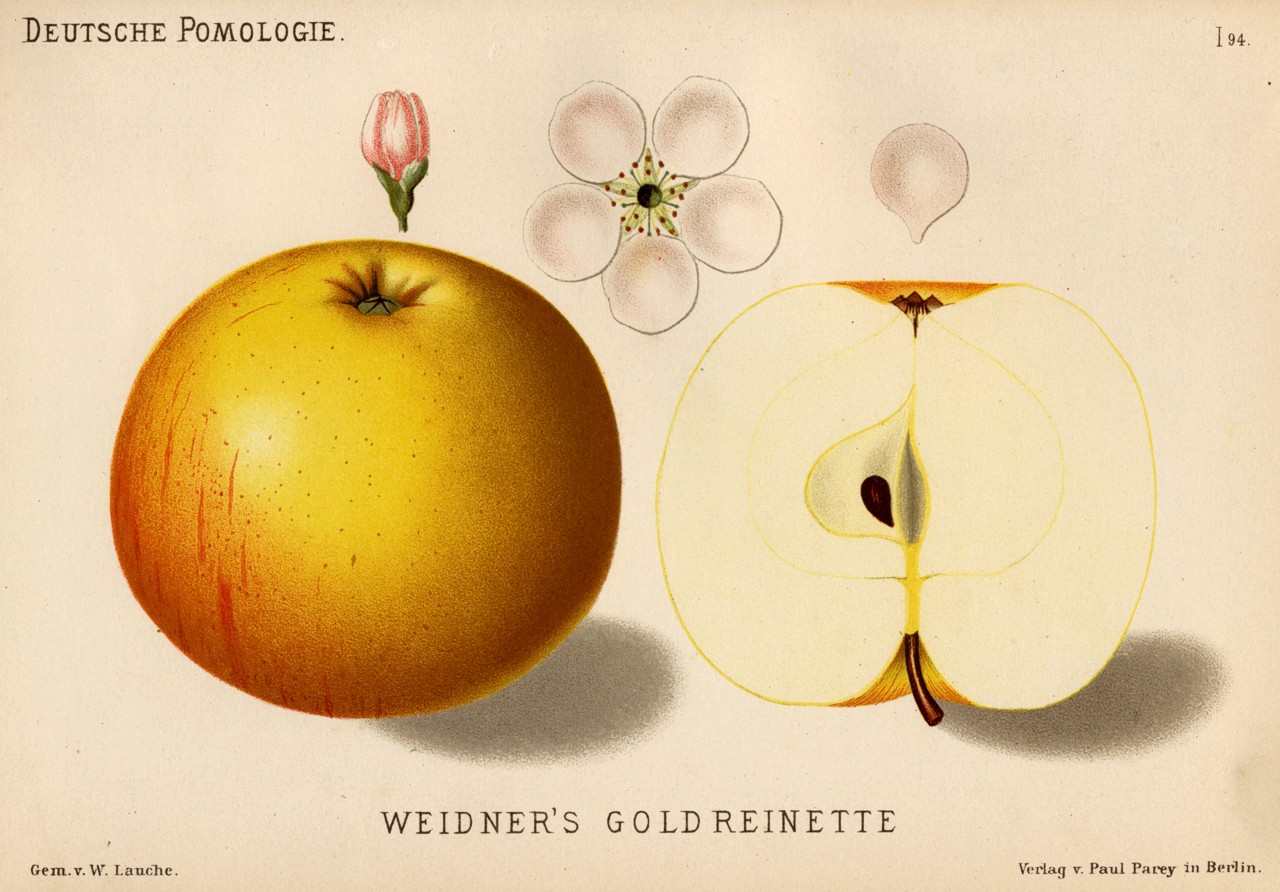
Reinette franche (Goldreinette)

Mezi odrůdami geneticky rezistentními nebo spíše odolnými jsou staré odrůdy jako například jablko Alfred Jolibois, reinette franche (Goldreinette, Zlatá reneta), la reinette de Flandre, la reinette d'Armorique, reinette du Mans, la Patte de Loup. Z nových odrůd jsou to:
- Akane (nepravděpodobné),
- Ametyst (Vf)
- Angold (Va),
- Ariane (Vf et Vg),
- Choupette ou Dalinette (INRA)
- Collina (Vf),
- Constance (Vf),
- Crimson Crips® (Co-op 39),
- Crimson Gold
- Dayton (Vf),
- Delorina ou Harmonie®,
- Delbard Celeste® deltana,
- Delbardivine® delfloga,
- Discovery (nepravděpodobné),
- Ecolette (Vf),
- Enterprise (Co-op 30)
- Querina® florina (Vf),
- Freeedom (Vf a polygenetická rezistence z odrůdy 'Antonovka'),
- Galarina (rezistence z Redfree a Jonafree, citlivých),
- Golden Orange (Vf),
- Goldrush (Co-op 38) (Vf),
- Hardy Cumberland
- Initial (triploidní odrůda),
- Jolana® (Vf),
- Juliet® (Co-op 43) (Vf),
- Katka (Vf),
- Liberty (Vf a také vůči padlí),
- Luna (Vf),
- Mira (Vf),
- Nova Spy
- Opal (Vf),
- Orion (Vf),
- Otava (Vf),
- Pilot,
- Prima,
- Priscilla (Co-op 4)(Vf),
- Pristine
- Rajka (Vf),
- Reanda,
- Rebella
- Red Topaz (Vf),
- Reglindis (Va),
- Retina,
- Rewena (Vf),
- Rosana (Vf),
- Rozela (Vf),
- Rubinola (Vf),
- Santana (Vf),
- Saturn,
- Sirius (Vf),
- Topaz (Vf),
- Vanda (Vf),
- William's Pride (Vf)

Z domácích odrůd jsou uváděny. 'Ametyst', 'Angold', 'Biogolden', 'Blaník','Dantes', 'Dolores', 'Durit', 'Heliodor',' Karmína ', 'Kordona', ' Lotos ', 'Lipno', 'Luna', ' Melodie ', 'Nela', 'Opal', 'Orion', 'Otava ', 'Produkta ', 'Pyrop', Rajka ', ' Red Topaz ', ' Rondo ', ' Rosana ', 'Rozela', ' Rubinola ', 'Sirius', 'Sonet', ' Svatava ', ' Topaz ', ' Vanda ', ' Viktoria ', 'Vysočina' (NESRSTA et al., 2007) 

##### Variabilita rezistence
Již v roce 1899 Aderhold pozoroval, že rezistence jedné odrůdy je variabilní v různých lokalitách a je tedy závislá na interakci dané odrůdy a konkrétního prostředí (Aderhold, 1899). Následné výzkumy toto pozorování potvrdily a ukázaly, že konkrétní populace patogena silněji napadá odrůdu, ze které pochází (Sierotzki, 1994). 

#### Ekologické preparáty
Někteří ekologičtí zemědělci tvrdí, že působí postřik výluhem z přesličky, rozložených kopřiv nebo extrakty z mořských řas, které i zlepšují odolnost listoví, ale žádné vědecké údaje zatím toto tvrzení nepodporují .
Použití biopreparátů (antagonistických druhů hub Athelia bombacina, Microsphaeropsis ochracea,Chaetomium sp., aj.) je stále ve fázi experimentálního ověřování. Účinnost testovaných biopreparátů byla nepřímo úměrná k termínu podzimní aplikace (pozdní aplikace byly méně účinné)